# Mabel Young
Pour les articles homonymes, voir Young.
Mabel Young (18 août 1889 - 8 février 1974) est une artiste britannique ayant passé sa carrière à peindre en Irlande.

## Jeunesse
Mabel Florence Young est née à Ryde sur l'île de Wight, le 18 août 1889. Elle est la plus jeune des sept enfants d'Emma et William Henry Young, propriétaire d'une entreprise de transport. Young fait ses études à Ryde, mais en raison d'une baisse des activités de son père après l'avènement de l'automobile, elle devient couturière. Elle déménage à Dublin 1914 pour travailler comme assistante de sa sœur, responsable du ménage à l'hôtel Shelbourne. Elle échappe aux coups de feu le lundi de Pâques 1916 alors qu'elle rentre chez elle après une journée au Phoenix Park en passant par le pont O'Connell. Pendant la guerre civile, le 1er juillet 1922, Young échappe de peu à une balle perdue tirée par la fenêtre de son salon et logée dans son mur. En 1924, elle rencontre Paul Henry pendant ses vacances à Kilmacanogue dans le comté de Wicklow, devenant son élève et son amant, jusqu'à ce qu'elle découvre qu'il est marié à Grace Henry. Elle part ensuite diriger une maison d'hôtes au Carrigoona Cottage à Kilmacanogue. L'écrivain Mary Manning est un visiteur fréquent, qui utilise ensuite son temps dans le chalet comme source d'inspiration pour la pièce Storm over Wicklow (1933),.

## Carrière artistique
En 1928, Young expose pour la première fois à la Royal Hibernian Academy (RHA) avec le tableau Sugar Loaf mountain. Elle continue d'exposer avec la RHA jusqu'en 1961, montrant 32 œuvres au total. Sugar Loaf mountain est également exposée à la Helen Hackett Gallery de New York en 1928 pour montrer des peintures irlandaises. Henry emménage avec Young au Carrigoona Cottage en 1929, y construisant un studio. Elle contribue à l'exposition d'art irlandais de Tailteann Games en 1932. Young tient ensuite sa première exposition solo en 1933 au Country Shop, St Stephen's Green, Dublin. Au cours de l'été 1938, elle et Henry visitent la région des Twelve Bens du Connemara, où Henry collecte du matériel pour son exposition d'automne. En 1939, elle expose Summer flowers in a vase à Dublin lors d'une exposition personnelle. La Combridge Fine Art Gallery de l'hôtel Shelbourne expose un certain nombre de ses peintures en 1940, principalement des scènes de Wicklow, telles que Lough Dan et le Sally Gap, et certaines régions du sud de la France. Le tableau The white rocks, Killarney est exposée à l'Hotel en 1942. En 1944, elle expose The beech wood in November avec la RHA, et la même année, elle participe à une exposition aux Goodwin Galleries, Limerick, Irish Artists,.
Lorsque Henry perd la vue, Young transcrit le manuscrit de son autobiographie sous sa dictée vers 1946 et 1947. Le livre qui en résulte, An Irish portrait (1951), lui est dédié. Le couple déménage au 1 Sidmonton Square à Bray dans le comté de Wicklow en 1950. Après la mort de Grace Henry en 1953, Young et Paul se marient en 1954. Young est présente à l'exposition An Tóstal à l'International Hotel, Bray en 1954, avec des peintures telles que Lough Mask et Dingle Bay, comté de Kerry. Elle continue à peindre après la mort de Henry en 1958, tenant une exposition personnelle à la Ritchie Hendriks Gallery, Dublin en 1962.

## Fin de vie et héritage
Young est une artiste relativement inconnu, peignant dans un style impressionniste. Elle se spécialise dans les études d'aquarelle et d'huile des bois et des glens de Wicklow, mais son travail manque de profondeur.
Young meurt dans une maison de retraite privée le 8 février 1974 et est enterré dans le cimetière de St Patrick, Enniskerry, comté de Wicklow. Le musée d'Ulster conserve ses cahiers et la galerie Hugh Lane a une aquarelle, Autumn beech trees et un fleuron à l'huile. La majorité de ses aquarelles sont conservées dans des collections privées,.